# Tour de Vendée
O Tour de Vendée é uma corrida de ciclismo profissional de um dia francesa e desenvolve-se tradicionalmente desde a sua estreia no mês de outubro.
A primeira edição correu-se em 1972 como uma prova amadora mantendo este status até 1979. A corrida parte da Copa da França de Ciclismo bem como do UCI Europe Tour desde a criação dos Circuitos Continentais da UCI em 2005, sendo de categoria 1.1 até 2009, 1.hc (máxima categoria destes circuitos) a partir de 2010 para descer de novo à categoria 1.1 desde 2014.
A prova consiste numa volta no departamento de Vendée ao redor de La Roche-sur-Yon com um percurso de 200 km. O seu criador foi Maurice Martineau e é dirigida na atualidade por seu filho Bernard Martineau.
Também se realiza a mesma prova para cadetes que precede à profissional.

## Palmarés
| Ano  | Vencedor               | Segundo               | Terceiro              |           |
| ---- | ---------------------- | --------------------- | --------------------- | --------- |
| 1980 | Jean-René Bernaudeau   | Roger Legeay          | Christian Seznec      |           |
| 1981 | Bernard Bourreau       | Maurice Le Guilloux   | Marc Madiot           |           |
| 1982 | Serge Beucherie        | Bernard Becaas        | Maurice Le Guilloux   |           |
| 1983 | Pierre Bazzo           | Håkan Jensen          | Raymond Martin        |           |
| 1984 | Claude Moreau          | Alain Bondue          | Sean Yates            |           |
| 1985 | Michel Bibollet        | Dominique Gaigne      | Philippe Leleu        |           |
| 1986 | Francis Castaing       | Søren Lilholt         | Éric Caritoux         |           |
| 1987 | Jean-Claude Colotti    | Philippe Louviot      | Dirk De Wolf          |           |
| 1988 | Alberto Leanizbarrutia | Pierangelo Bincoletto | Marnix Lameire        |           |
| 1989 | Laurent Bezault        | Atle Kvålsvoll        | Johan Bruyneel        |           |
| 1990 | François Lemarchand    | Philippe Casado       | Ronny Van Holen       |           |
| 1991 | Fabrice Naessens       | Edwin Bafcop          | Thierry Marie         |           |
| 1992 | Bruno Cornillet        | Pascal Lance          | Laurent Bezault       |           |
| 1993 | Dimitri Zhdanov        | Bruno Thibout         | Bart Leysen           |           |
| 1994 | Patrick Van Roosbroeck | Mario De Clercq       | Peter Spaenhoven      |           |
| 1995 | Mario De Clercq        | Jo Planckaert         | Laurent Davion        |           |
| 1996 | Laurent Desbiens       | Philippe Gaumont      | Jacky Durand          |           |
| 1997 | Jaan Kirsipuu          | Gilles Maignan        | Steve De Wolf         |           |
| 1998 | Marco Antonio Di Renzo | Laurent Desbiens      | Jaan Kirsipuu         |           |
| 1999 | Jaan Kirsipuu          | Lars Michaelsen       | David Millar          |           |
| 2000 | Jaan Kirsipuu          | Jay Sweet             | Ludovic Capelle       |           |
| 2001 | Didier Rous            | Benoît Salmon         | Patrice Halgand       |           |
| 2002 | Franck Bouyer          | Walter Bénéteau       | Geert Omloop          |           |
| 2003 | Jaan Kirsipuu          | Carlos Da Cruz        | Jérôme Pineau         |           |
| 2004 | Thor Hushovd           | Jaan Kirsipuu         | Sébastien Hinault     |           |
| 2005 | Jonas Ljungblad        | László Bodrogi        | Stéphane Pétilleau    |           |
| 2006 | Mikel Gaztañaga        | Jimmy Casper          | Sébastien Hinault     |           |
| 2007 | Mikel Gaztañaga        | Mark Renshaw          | Mathieu Drujon        |           |
| 2008 | Koldo Fernández        | Kristof Goddaert      | Anthony Geslin        |           |
| 2009 | Pavel Brutt            | Mathieu Ladagnous     | Thomas Voeckler       |           |
| 2010 | Koldo Fernández        | Davide Appollonio     | Jonathan Hivert       |           |
| 2011 | Marco Marcato          | Pello Bilbao          | Maxime Bouet          |           |
| 2012 | Wesley Kreder          | Sébastien Hinault     | Jonathan Hivert       |           |
| 2013 | Nacer Bouhanni         | Samuel Dumoulin       | Steven Tronet         |           |
| 2014 | Armindo Fonseca        | Olivier Le Gac        | Thomas Voeckler       |           |
| 2015 | Christophe Laporte     | Yauheni Hutarovich    | Thomas Sprengers      |           |
| 2016 | Nacer Bouhanni         | Samuel Dumoulin       | Bryan Coquard         |           |
| 2017 | Christophe Laporte     | Justin Jules          | Fabian Lienhard       |           |
| 2018 | Nico Denz              | Lennert Teugels       | Gian Friesecke        |           |
| 2019 | Marc Sarreau           | Christophe Laporte    | Bryan Coquard         |           |
| 2020 | cancelado              | cancelado             | cancelado             | cancelado |
| 2021 | Bram Welten            | Eduard Prades         | Sebastian Schönberger |           |
| 2022 | Bryan Coquard          | Arnaud Démare         | Luca Mozzato          |           |
| 2023 | Arnaud Démare          | Paul Penhoët          | Sandy Dujardin        |           |
| 2024 | cancelado              | cancelado             | cancelado             | cancelado |
| 2025 |                        |                       |                       |           |

Nota: Na edição 1996, Laurent Desbiens foi inicialmente o vencedor mas foi desclassificado por dopagem

## Palmarés por países
| País          | Vitórias | Último vencedor                   |
| ------------- | -------- | --------------------------------- |
| França        | 21       | Marc Sarreau em 2019              |
| Espanha       | 5        | Koldo Fernández de Larrea em 2010 |
| Estónia       | 4        | Jaan Kirsipuu em 2003             |
| Bélgica       | 3        | Mario De Clercq em 1995           |
| Rússia        | 2        | Pável Brutt em 2009               |
| Itália        | 2        | Marco Marcato em 2011             |
| Países Baixos | 2        | Bram Welten em 2021               |
| Noruega       | 1        | Thor Hushovd em 2004              |
| Suécia        | 1        | Jonas Ljungblad em 2005           |
| Alemanha      | 1        | Nico Denz em 2018                 |

## Estatísticas

### Mais vitórias
| Ciclista                  | Vitórias | Anos                    |
| ------------------------- | -------- | ----------------------- |
| Jaan Kirsipuu             | 4        | 1997, 1999, 2000 e 2003 |
| Mikel Gaztañaga           | 2        | 2006 e 2007             |
| Koldo Fernández de Larrea | 2        | 2008 e 2010             |
| Nacer Bouhanni            | 2        | 2013 e 2016             |
| Christophe Laporte        | 2        | 2015 e 2017             |

- Em negrito corredores ativos.

### Vitórias consecutivas
- Duas vitórias seguidas:
  -  Jaan Kirsipuu (1999, 2000)
  -  Mikel Gaztañaga (2006, 2007)
- Em negrito corredores activos.